# Cousso
Cousso es una freguesia portuguesa del concelho de Melgazo, con 7,14 km² de superficie y 361 habitantes (2001). Su densidad de población es de 50,6 hab/km².

## Galería

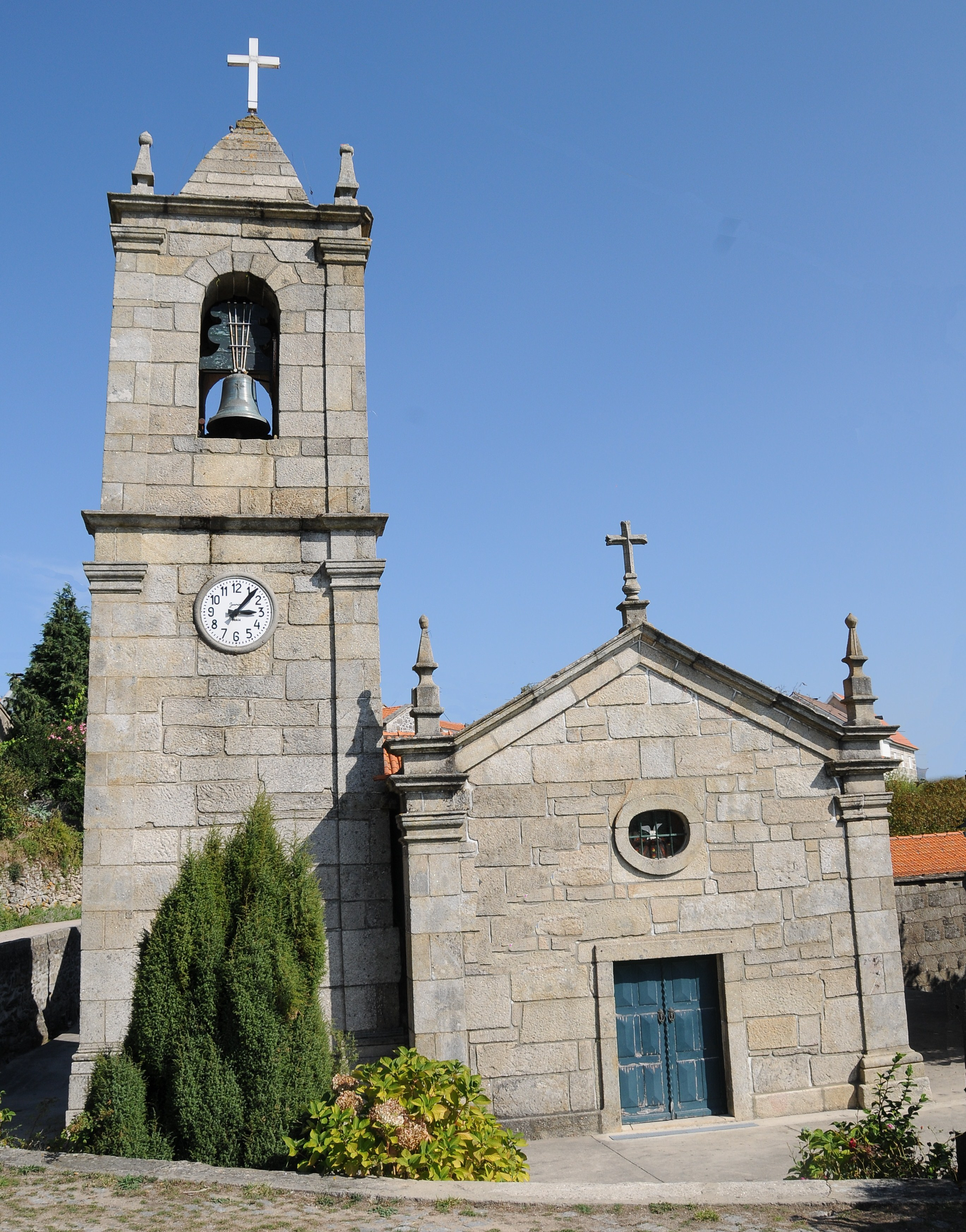
Iglesia de Cousso